# دبليو. غراي يونغ
دبليو. غراي يونغ (بالإنجليزية: W. Gray Young)‏ هو مهندس معماري نيوزيلندي، ولد في 21 يونيو 1885، وتوفي في 21 أبريل 1962.